# Frédéric Bastien
Pour les articles homonymes, voir Bastien.
Frédéric Bastien, né le 4 septembre 1969 et mort le 16 mai 2023 à Montréal, est un historien, professeur, journaliste et homme politique québécois. 
Il est connu notamment comme étant l'auteur de La Bataille de Londres et pour sa candidature en 2020 au poste de chef du Parti québécois.

## Biographie

### Formation et militantisme
Né le 4 septembre 1969 d'une mère nationaliste et d'un père qui a sympathisé avec le RIN, Frédéric Bastien réside et étudie à Laval-des-Rapides. Frédéric Bastien distribue des tracts lors des élections de 1976 alors qu'à 7 ans il accompagne ses parents péquistes. Il s'encarte ensuite au Parti québécois (PQ) et milite d'abord dans sa circonscription de Laval-des-Rapides jusqu'au référendum de 1995,.
Frédéric Bastien est titulaire d'un doctorat en histoire et politique internationale de l'Institut universitaire de hautes études internationales de Genève et rédige deux livres traitant des relations Paris-Québec-Ottawa depuis la Révolution tranquille. Il est  professeur d'histoire au cégep anglophone Collège Dawson à Montréal jusqu'à son décès en 2023.

### La Bataille de Londreset controverse
En 2013, Frédéric Bastien publie La Bataille de Londres dont le sous-titre est Dessous, secrets et coulisses du rapatriement constitutionnel. L'auteur y relate un épisode historique du Canada et du Québec du début des années 1980, tout en affirmant que le rapatriement de la Constitution du Canada en 1982 constitue un coup d'État en raison de l'ingérence du pouvoir judiciaire canadien dans le processus de rapatriement constitutionnel et l'irrespect du principe fondamental de la séparation des pouvoirs exécutif et judiciaire.
Ces allégations sont portées à l'attention de la juge en chef du Canada, Beverley McLachlin, qui entreprend dès lors d'examiner la question. En avril 2013, la Cour suprême du Canada lance une enquête interne sur les éléments accusatoires avancés par le livre, mais la Cour conclut son examen en déclarant l'absence de documents pertinents dans ses archives.
Par son contenu sensible, l'ouvrage fait l'effet d'un brûlot et déclenche des réactions contrastées. Ainsi, le ministre québécois délégué aux Affaires intergouvernementales canadiennes, à la Francophonie canadienne et à la Gouvernance souverainiste (2012 — 2014), Alexandre Cloutier, juge que La Bataille de Londres « montre jusqu'où le premier ministre [du Canada] Pierre Elliott Trudeau était prêt à aller et quels moyens il était prêt à utiliser pour imposer la Constitution aux Québécois, des gestes qui sont extrêmement graves ». De son côté, interrogé sur la controverse lors d'une visite au Québec, le premier ministre canadien Stephen Harper (2006 — 2015) rejette les allégations de Frédéric Bastien en déclarant : « Je pense que toute la population en a assez de cette discussion.»
Selon l'avis du semestriel canadien spécialisé en histoire, The Dorchester Review, Frédéric Bastien « a réussi à remettre en question la légitimité historique et l'éthique du gouvernement [Pierre Eliott] Trudeau... révélant ainsi un nouvel éclairage sur la chicane avec laquelle la Charte des droits et libertés a été imposée aux Canadiens, qui n'en avaient pas besoin et ne l'ont jamais demandée. »

### Actions juridiques notables
Frédéric Bastien est connu pour ses nombreux recours juridiques pour défendre les droits du Québec, qu'il estime menacés par le régime canadien et l'activisme politique de certains juges.
En décembre 2019, il porte plainte devant le Conseil canadien de la magistrature contre la juge en chef de la Cour d'appel du Québec Nicole Duval Hesler qui entend la cause sur la suspension de la loi 21. Frédéric Bastien reproche à la magistrate de manquer à son devoir de réserve par des propos tenus durant l'audience, mais aussi par son appartenance à l'association de juristes Lord Reading ouvertement prononcée contre la loi. Frédéric Bastien souligne également que la juge a proposé ses services en vue de sa retraite prochaine au cabinet des plaignants comme l'affirme un article du Journal de Montréal. Fin avril 2020, le Conseil canadien de la magistrature classe sa plainte sans suite (éteinte) car la juge n'est plus en activité ; Nicole Duval Hesler ayant en effet pris sa retraite en avril 2020. S'indignant contre cette réponse trop tardive du Conseil, et selon lui opportune, Frédéric Bastien porte plainte en mai 2020 auprès de la Cour fédérale du Canada afin que cette dernière instance renverse la décision du Conseil canadien de la magistrature. Il demande l'abolition de ce Conseil qu'il juge trop partisan.
Le 23 janvier 2020, il menace de porter plainte contre deux juges de la Cour suprême alors attendus pour leur future participation officielle à un événement prévu par l'association Lord Reading ; association dont il pense mettre en exergue la ligne partisane des membres quant à leur opposition à la loi 21. Le jour suivant, l'association annule la participation des deux magistrats. Frédéric Bastien attribue ce revirement à son intervention,. Frédéric Bastien estime également avoir contribué au rejet par la Cour suprême de la demande de suspension pour motifs d'urgence de la loi 21 en rappelant à la Cour son devoir d'impartialité,.
En janvier 2020, il porte plainte contre la Commission scolaire English-Montréal qu'il accuse d'avoir outrepassé son mandat en engageant une contestation judiciaire contre la loi 21 ainsi qu'en assumant les coûts de démarche et en demandant et acceptant des fonds du programme fédéral de contestation judiciaire pour financer ces actions. Frédéric Bastien s'indigne en effet que les impôts que les Québécois versent au fédéral (Canada) puissent être distribués par le gouvernement canadien pour financer des contestations de lois du Québec. Le 6 février 2020, la Commission scolaire renonce au financement du fédéral. À la suite de ce remboursement, qui est dû, selon le quotidien La Presse, à l'action de Frédéric Bastien, le gouvernement du Québec envisage de porter plainte également contre la Commission et demande au gouvernement fédéral une réforme du programme de contestation judiciaire.

### Activités au PQ sous Jean-François Lisée
À partir de 2016, et jusqu'en 2018, Frédéric Bastien propose ses conseils avisés en vue de l'élection provinciale de 2018. Il préside un comité chargé de conseiller le chef de file du Parti québécois, Jean-François Lisée, sur de nouvelles revendications en matière constitutionnelle. Le but est de redonner un objectif concret à un vote péquiste dans la perspective de l'abandon par Lisée de la convocation d'un référendum dans un premier mandat majoritaire. Selon Frédéric Bastien, le chef se montre hésitant, ce que l'intéressé confirme dans un de ses ouvrages, mais également enthousiaste par moments. En définitive, les propositions de Frédéric Bastien pour porter le combat sur le terrain constitutionnel ne sont pas retenues.
Candidat à l'investiture péquiste pour la circonscription de Mercier, il n'est finalement pas retenu par Lisée qui souhaite investir moins d'hommes, malgré le fait que Bastien fait état de bons contacts avec les militants locaux. Selon Frédéric Bastien, Lisée lui aurait finalement déclaré après la campagne se repentir du choix du candidat investi et « regretter de n'avoir pas écouté un historien ».

### Après le naufrage: analyse de l'état du PQ et ses échecs électoraux
En 2019, après la plus lourde défaite électorale de son histoire du Parti québécois, à l'instar du Parti libéral du Québec, Frédéric Bastien publie Après le naufrage : Refonder le Parti québécois, ouvrage analytique des raisons profondes des échecs électoraux.
Il critique également la stratégie de Lisée qui voulait selon lui, courtiser les électeurs passés à Québec solidaire (QS) par une réorientation à gauche, ce qui lui aurait fait perdre au PQ des voix sur sa droite au profit de la Coalition avenir Québec (CAQ), de même que par le passé, des orientations opposées ont fait perdre au PQ des électeurs au profit de QS.
Pour pouvoir continuer à réunir l'ensemble des souverainistes quelles que soient leurs convictions, le parti doit selon lui cesser ces revirements qui perturbent les électeurs. Il doit donc axer son action non pas par rapport à l'axe gauche-droite mais sur la contestation du régime canadien notamment par des revendications constitutionnelles et un discours nationaliste qui s'oppose au multiculturalisme canadien. Or, s’il s'accorde avec Jean-François Lisée sur le fait qu'un référendum dans un premier mandat n'est pas envisageable, il reproche à ce dernier de n'avoir pas compensé cette impossibilité par la promesse de revendications constitutionnelles. Cette absence a, selon Bastien, vidé le vote PQ de son sens.
Le livre reçoit des critiques positives, le verbe de Frédéric Bastien et l'acuité de son diagnostic sont notamment salués par Joseph Facal, ancien ministre péquiste, dans Le Journal de Montréal.

### Candidat à la direction du Parti québécois
En janvier 2020, Frédéric Bastien annonce qu'il se porte candidat à la succession de Jean-François Lisée en qualité de chef du Parti québécois. Le jour du vote le 9 octobre 2020, il termine dernier des quatre candidats avec 10,03 % des voix exprimées et est donc éliminé au premier tour du scrutin préférentiel,.

### Mort
Frédéric Bastien meurt subitement le 16 mai 2023 dans son domicile à Montréal, à l'âge de 53 ans,.

## Prix et distinctions
- Médaille de l'Assemblée nationale (2008)[28]
- Prix patriote de l'année (2013)
- Prix de l'essai Richard-Arès (2014)
- Prix Condorcet-Dessaulles (2021)

## Ouvrages
- Relations particulières : la France face au Québec après de Gaulle (1999), Éditions du Boréal  (ISBN 9782890529762)
- Le Poids de la coopération : le rapport France-Québec (2006), Québec Amérique  (ISBN 9782764405123)
- La Bataille de Londres : Dessous, secrets et coulisses du rapatriement constitutionnel (2013), Éditions du Boréal  (ISBN 9782764622278)
- The Battle of London: Trudeau, Thatcher, and the Fight for Canada's Constitution (2014), Dundurn Press (en)  (ISBN 9781459723290)
- Après le Naufrage : Refonder le Parti québécois (2019), Éditions du Boréal  (ISBN 9782764625842)